# Geina
Geina es un género de polillas de la familia Pterophoridae. Hay cuatro especies en el Neártico.

## Especies
- Geina buscki (McDunnough, 1933)
- Geina didactyla (Linnaeus, 1758)
- Geina integumentum Gielis, 2006
- Geina periscelidactyla (Fitch, 1855)

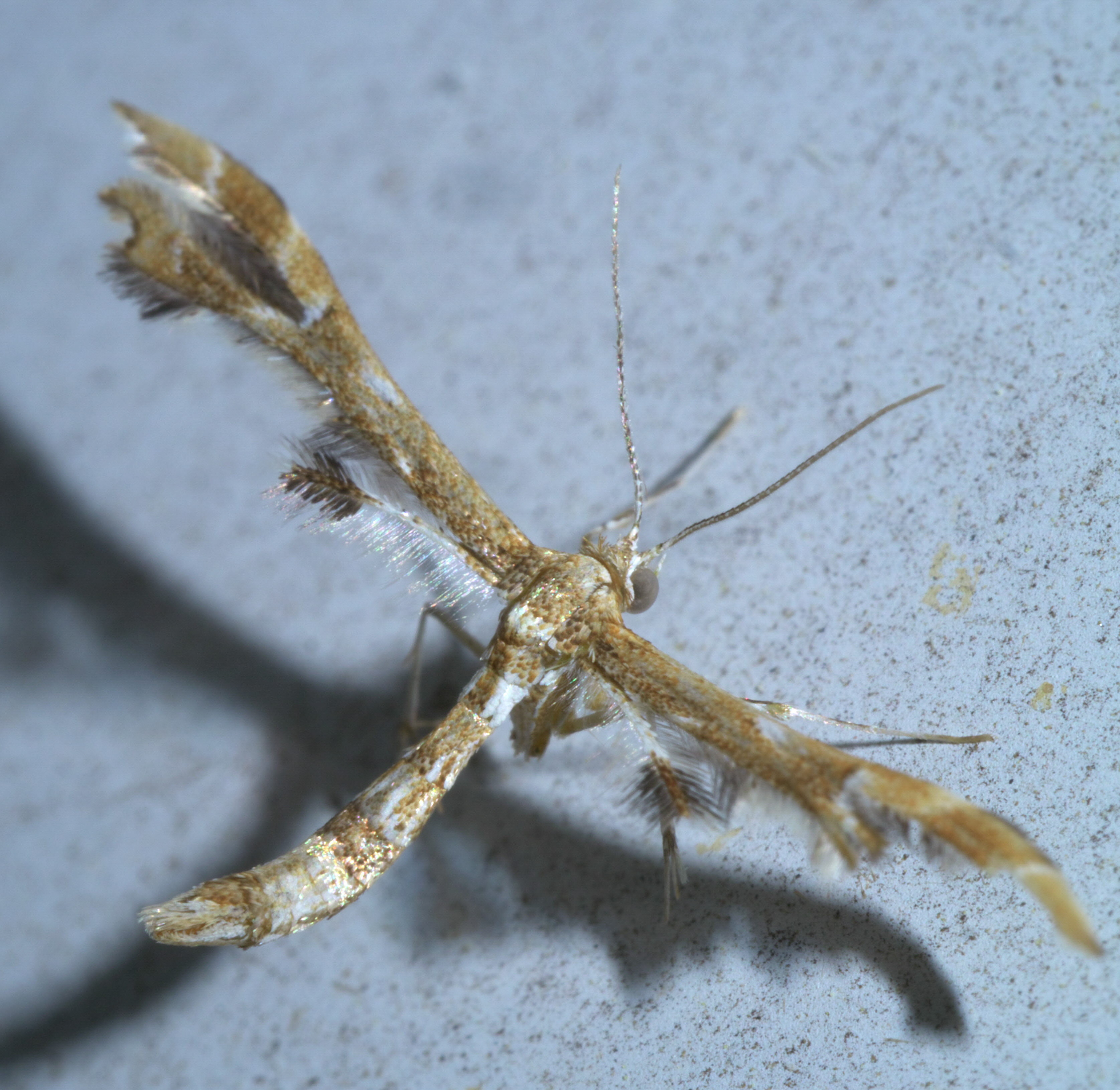
Geina

- Geina sheppardi Landry, 1989
- Geina tenuidactyla (Fitch, 1855)